# 日本大学医学部付属練馬光が丘病院閉院問題
日本大学医学部付属練馬光が丘病院閉院問題（にほんだいがくいがくぶふぞくねりまひかりがおかびょういんへいいんもんだい）とは、日本大学医学部付属練馬光が丘病院開院時に、日本大学が支払った保証金50億円を練馬区役所が会計上使い込み、返済しない方針を示したことに日本大学が反発、同病院の運営終了を決定したことに由来する問題。同病院の後継となる地域医療振興協会練馬光が丘病院を運営する地域医療振興協会が、医師をはじめとする医療従事者の人数を確保できないなど、数多くの問題が発覚したことで混乱が発生した。

## 経緯
光が丘団地内に1986年11月に開院した練馬区医師会立光が丘総合病院の債務が、1991年には95億円に達した。練馬区医師会の資産を売却しても不足した金額について、練馬区が同病院および医師会館の購入と、補助金によりこれを救済したが、その財源として日本大学より50億円の融資を受け、練馬区は以後、日本大学に同病院の運営を委託した。この際、練馬区は融資の50億円を保証金の扱いとしたが、預り金でなく、一般財源として処理した。以後、練馬区役所の会計上、この50億円は存在しないことになった。
日本大学は、30年の契約満了後にこの50億円が返還されると考えていた。しかし、練馬区役所は2009年9月28日、これを返済する用意を何もしておらず、病院が存続する限り返済する必要はないとした。日本大学側はこの問題を含めた契約の見直しを練馬区役所に提案したが、練馬区は拒否した。これを受けて同年11月6日に日本大学は、2011年3月31日をもって同病院の運営を終了すると決定、翌2010年2月10日に練馬区長に通告した。その後の練馬区と日本大学の話し合いにより、同年12月1日、2012年3月31日をもって同病院の運営を終了することで双方が合意した。
2011年4月24日の練馬区長選挙で、同病院を含めた「練馬区5大病院構想」を掲げていた志村豊志郎が練馬区長に再選したことを受け、同年7月15日に同病院の運営終了が練馬区議会に報告された。練馬区は同病院の後継医療機関を公募し、日大光が丘病院が行ってきた小児医療や周産期医療を維持するために必要な医師数が提案されているなどとして、同年9月16日付で地域医療振興協会を選定した。しかしながら、協会の新病院設立は難航し、2011年12月31日〆切の病院設立のための事前協議計画書についても、提出が翌2012年3月13日にまでずれ込むなど大混乱が続いた。
また、同年1月18日に開催された日大小児科から協会小児科への引き継ぎには、協会側からは小児科医師は1人も現れず、小児医療機能を引き継ぐつもりはないと明言、小児科以外でも複数の診療科でも同様に協会側の医師体制が整わず、引き継ぎ業務が頓挫する寸前であった。
結局、同年4月1日付で「地域医療振興協会練馬光が丘病院」として病院の運営が引き継がれたが、以後も後述するように混乱は続いている。

## 問題点 (2012年時点)
以下はいずれも、2012年時点で発生していた問題点である。
運営契約の終了
当初、病院の運営について練馬区と日本大学は30年間の運営契約を結んでいた。これについて日本大学は、当時の民法では20年を超える契約が許されないため、契約は20年に短縮されると主張した。練馬区側はこれを受け入れられないとした。最終的に練馬区は日本大学側の契約違反としての契約解除を行うとしたが、2012年3月時点で、契約解除の目処は付いていなかった。
閉院の日程
日本大学と練馬区が2012年3月31日で閉院することに合意したのは2010年12月1日である。しかしこの事実が公開されたのは練馬区長選挙が終わった後の2011年7月15日である。この件について、練馬区長は2012年1月31日の定例会見にて、報道陣に対し「選挙では表に出したくない中身」であったと答えた。
カルテ
当初、練馬区は厚生労働省の見解として、診療録（カルテ）の後継病院への引き継ぎが可能であるとした。しかし、実際は医師からの指示が行われる日大3病院を結んだ電子カルテネットワークから遮断されることが明らかとなった。

### 救急医療
小児救急医療
日大光が丘病院は新生児特定集中治療室（NICU）を運営し、年間1,000名以上の小児救急搬送を引き受けてきた。また救急以外を含めた時間外患者は年間8,000名を超える。これは同病院を超える規模と練馬区からの財政支援にもかかわらず、小児救急等の非採算部門に消極的である順天堂大学医学部附属練馬病院の2倍である。そのため後継医療機関の選定には、条件として小児医療機能の維持が必要とされたにもかかわらず、地域医療振興協会はこれを引き継ぐつもりはないと公表し、同時期に近隣の志木市立市民病院小児科の閉鎖が重なることもあり、東京都北西部と埼玉県南西部の広範囲な医療圏における小児病床の60%が一挙に失われる事態が予想されることとなった。
救急受け入れ制限要請
2012年1月、練馬区は病院の引き継ぎの際の医療安全を図ることを目的とし、日大光が丘病院に対し、同年3月下旬の救急患者の受け入れ停止を要請することを決めた。これについて、練馬区は東京都の二次救急医療機関を担当する東京都救急災害医療課に対し、事前の調整などは行っていなかった。
新病院における二次救急指定
練馬区・地域医療振興協会は当初、新病院はそのまま二次救急医療を行うとしていたが、実際は二次救急指定は病院の実績を見て東京都が指定するものであり、直ちに二次救急指定を受けることができないことが明らかになった。

### 人員
地域医療振興協会は当初、日本大学と同程度の人員を用意するとしていたが、日本大学側が常勤医師121名、非常勤医師48名、常勤看護師280～290名の体制であるにもかかわらず、2012年3月時点では常勤医師60数名しか確保できておらず、2012年1月25日時点で4つの診療科では、患者引き継ぎすら始まらない状態となっていた
内科
地域医療振興協会は、血液内科の常勤医を確保できておらず、また2012年初頭まで、呼吸器内科、消化器内科、神経内科、リウマチ科の常勤医が確保できていなかった。
小児科
練馬区・地域医療振興協会は、2011年9月には日本大学の15～16名と同程度の常勤医を用意するとしていたが、2012年1月には8名で、うち6名は地域医療振興協会の他の病院から異動させるとした。3月の日本大学との引き継ぎにおいて、実際の常勤は2名で、異動するとした6名は、2週間から半年のローテーションで一時的に勤務させることがわかった。
産科
新病院の契約条件として、日本大学の5名と同程度の産科医療体制の確保が条件となっていたが、最終的に常勤医は2名しか確保できず、当分の間は実際に分娩を扱うことはできない状態となっていた。
泌尿器科
地域医療振興協会は、2012年時点で泌尿器科の常勤医を確保できていなかった。
耳鼻咽喉科
地域医療振興協会は、2012年3月5日時点で耳鼻咽喉科の常勤医を確保できていなかった。
精神科
地域医療振興協会は、2012年時点で精神科の常勤医を確保できていなかった。
病理診断科
地域医療振興協会は、2012年時点で病理診断科の常勤医を確保できていなかった。
看護師
日本大学側が看護師290人体制（2012年2月時点）であったのに対し、地域医療振興協会は、2012年時点で180人しか看護師を確保できていなかった。

## 民事訴訟 (2014年)
日本大学は練馬区に対し、保証金50億円の返還を求める民事訴訟を提起、2014年9月17日、東京地方裁判所は練馬区に対し、保証金の全額と遅延損害金約6億円の支払いを命じる判決を下した。判決を受け、同年9月22日に練馬区は控訴を断念して支払いに応じる旨を発表し、追加で56億円余の補正予算を計上した。練馬区は、保証金に加えて遅延損害金も支払うことになった上、日大付属練馬光が丘病院を失うことになった。